# Friedrich Wilhelm Heinrich von Trebra

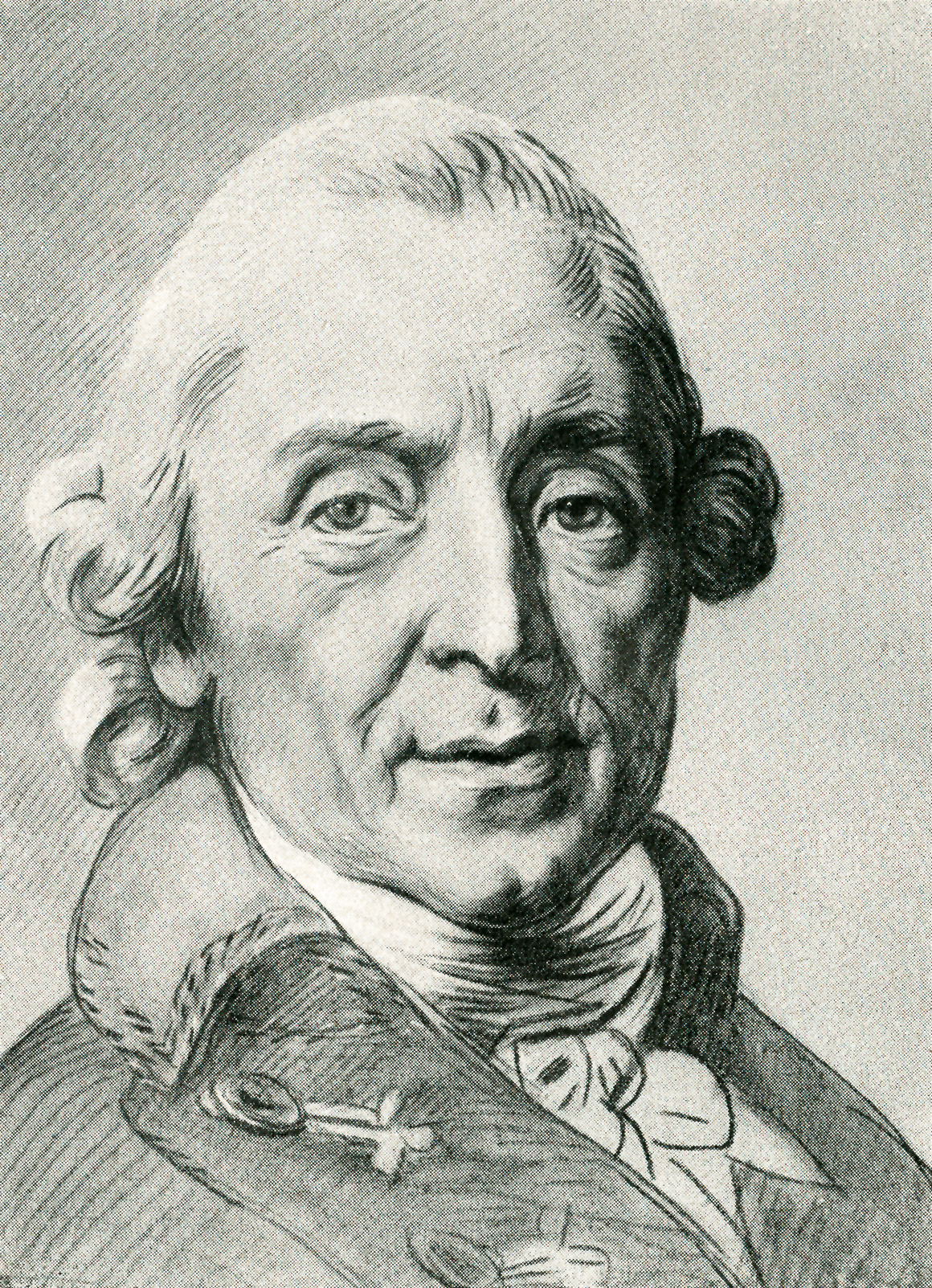
Friedrich Wilhelm Heinrich von Trebra, Kreidezeichnung von Anton Graff

Friedrich Wilhelm Heinrich von Trebra (* 5. April 1740 in Allstedt; † 16. Juli 1819 in Freiberg) war ein bedeutender Geologe und Mineraloge, ein sächsischer Oberberghauptmann und ein Freund und geowissenschaftlicher Berater Johann Wolfgang von Goethes.

## Leben

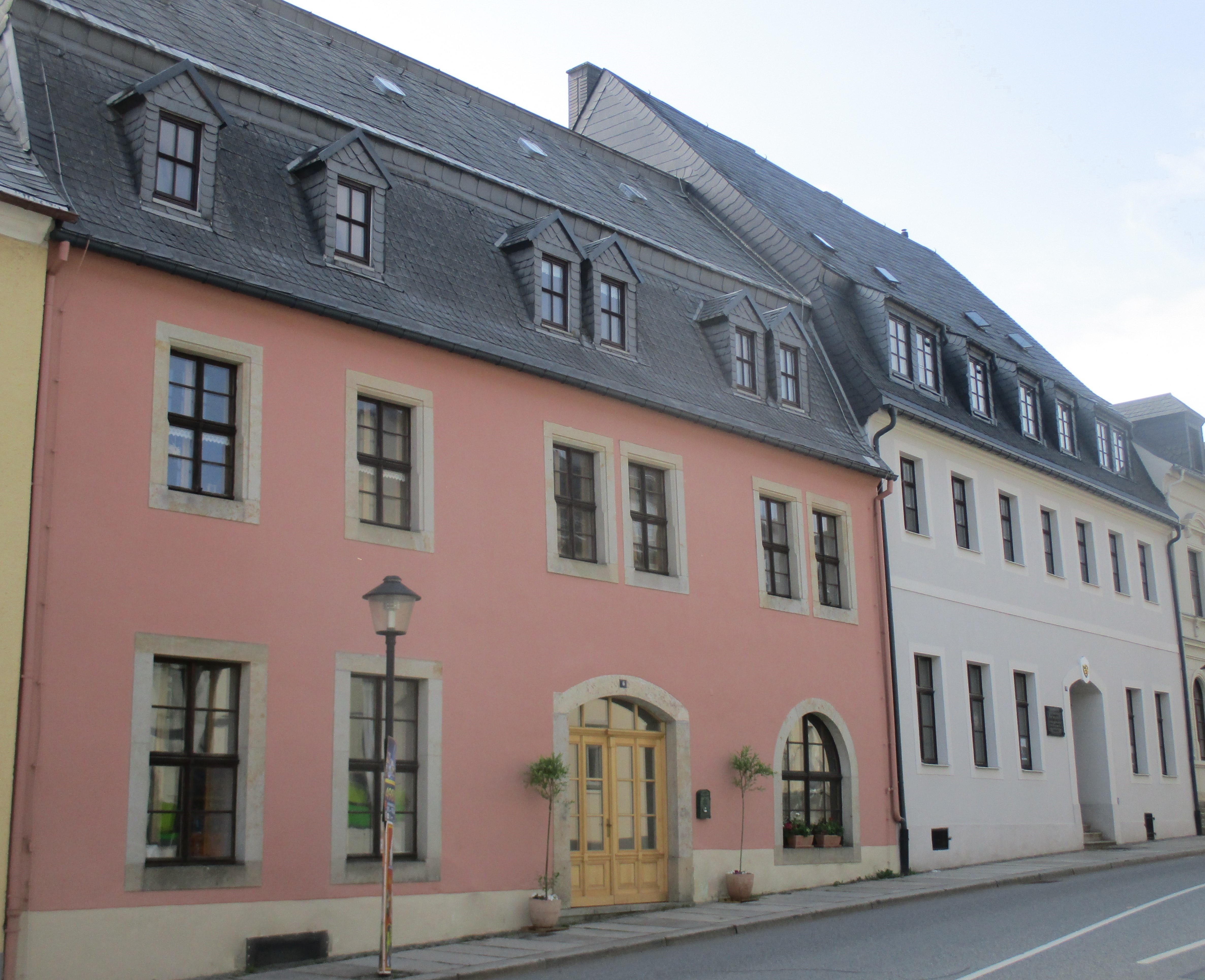
Trebras Haus (Königliches Postamt) in der Freiberger Straße 6, Marienberg, neben dem Bergamt, in dem er wirkte und zeitweise wohnte (v. l.)

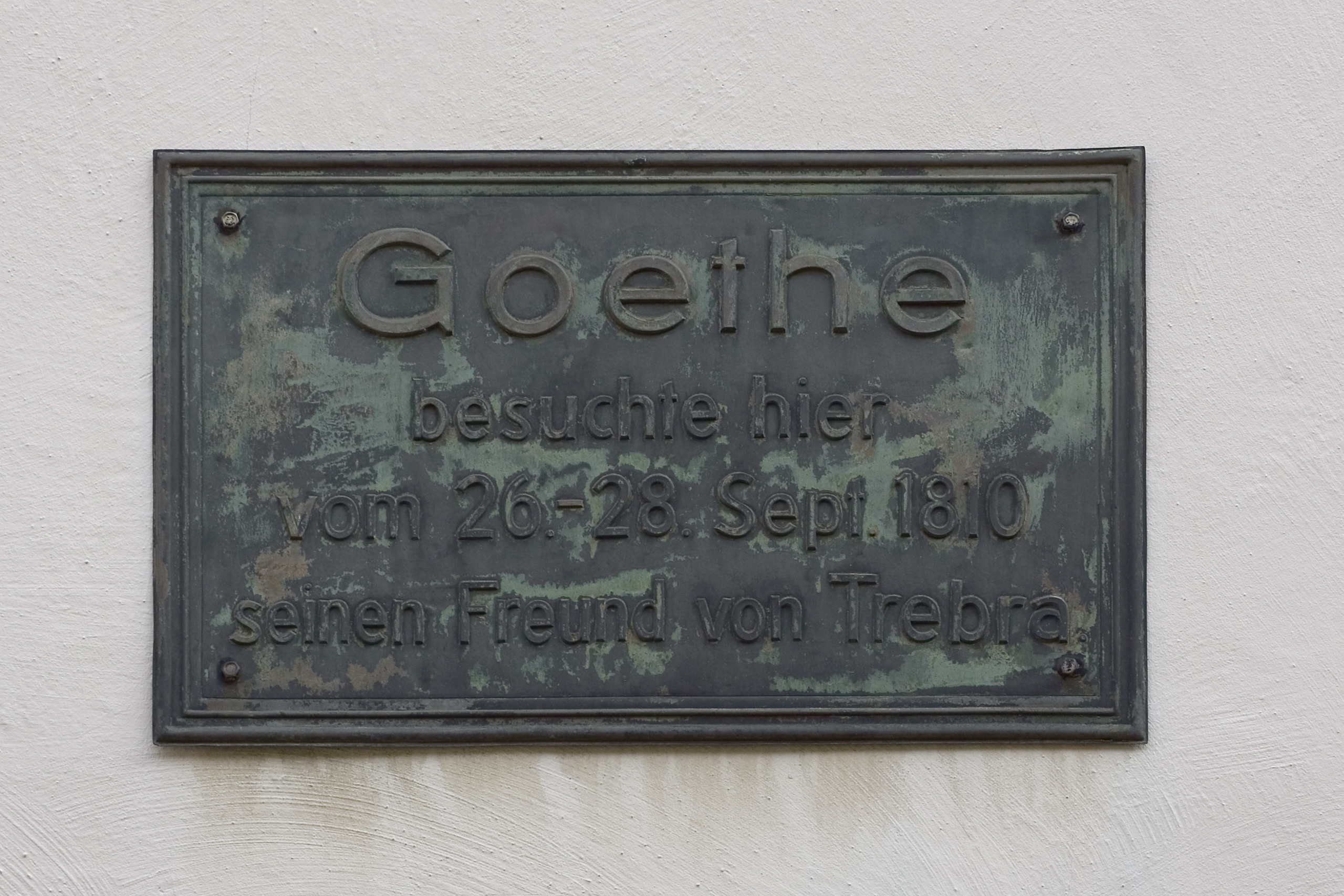
Gedenktafel an einen Besuch Goethes bei ihm in Freiberg

Trebra war der älteste Sohn des Leutnants der Landmiliz Christoph Heinrich von Trebra (1694–1745) und der Albertina Amalia Carolina, geb. von Werder. Nach dem Besuch der Klosterschule Roßleben und der Universität Jena, wo er Rechtswissenschaften studierte, wurde er als erster Student(!) an der neugegründeten Bergakademie Freiberg immatrikuliert. Nach dem Ende seiner Ausbildung ging er nach Marienberg, wo er am 1. Dezember 1767 Bergmeister wurde. Neben dieser Tätigkeit wurde er 1770 Bergkommissionsoberrat am Oberbergamt in Freiberg und stieg 1773 zum Vizeberghauptmann auf. Als er in Ilmenau weilte, um den dortigen Bergbau kennenzulernen, traf er auf Johann Wolfgang von Goethe, zu dem sich ein freundschaftlicher Kontakt entwickelte: Trebra schickte Goethe Mineralien und Gesteine, man unternahm geologische Wanderungen im Harz und Trebra beriet ihn auch bei der Ordnung seiner Sammlungen.
Auf Trebras Initiative wurden in den Niederlanden Bergbauinteressenten geworben und 1771 die holländischen Bergwerksgesellschaften Concordia res parvae crescunt und Labore et gratia Faustus gebildet, die eine große Anzahl von Retardatkuxen bei Gruben in den Bergrevieren Freiberg, Marienberg, Johanngeorgenstadt und Geyer übernahmen. Von 1770 bis 1778 führte Trebra die Spezialaufsicht über den holländischen Bergbau im Kurfürstentum Sachsen.
Als Bergmeister in Marienberg führte er mehrere technische Neuerungen ein, so den ungarischen Hunt und die Wassersäulenmaschine als effektiven Ersatz für Wasserräder. Er sorgte auch für eine Krankenversicherung für die Bergleute. Das Tragen der bergmännischen Berufskleidung auch im Alltag setzte von Trebra „zur Hebung des Standesbewußtseins […] unter Androhung hoher Geldstrafen“ durch. Im Jahre 1769 wurden diese Uniformen dann zum ersten Mal öffentlich gezeigt.
1779 ließ sich von Trebra aus Kursachsen abwerben und trat als Vizeberghauptmann in den Dienst Braunschweig-Lüneburgs in Clausthal, wo er dem Berghauptmann Claus Friedrich von Reden zur Seite gestellt wurde. Als dieser 1791 starb, wurde er zum Berghauptmann ernannt.
1785 wurde er zum auswärtigen Mitglied der Göttinger Akademie der Wissenschaften gewählt.
1794 wurde ihm der bisherige Bergdrost Franz August von Meding als Vizeberghauptmann zur Seite gestellt. Ungeachtet dessen legte Trebra 1795 seine Ämter nieder und zog sich auf sein im Kurfürstentum Sachsen gelegenes Rittergut in Bretleben zurück.
1801 wurde Trebra durch den Kurfürsten von Sachsen als Nachfolger des verstorbenen Berghauptmanns Carl Wilhelm Benno von Heynitz zum Oberberghauptmann ernannt und übernahm die Leitung des gesamten Bergbaus im Kurfürstentum Sachsen.

## Leistungen

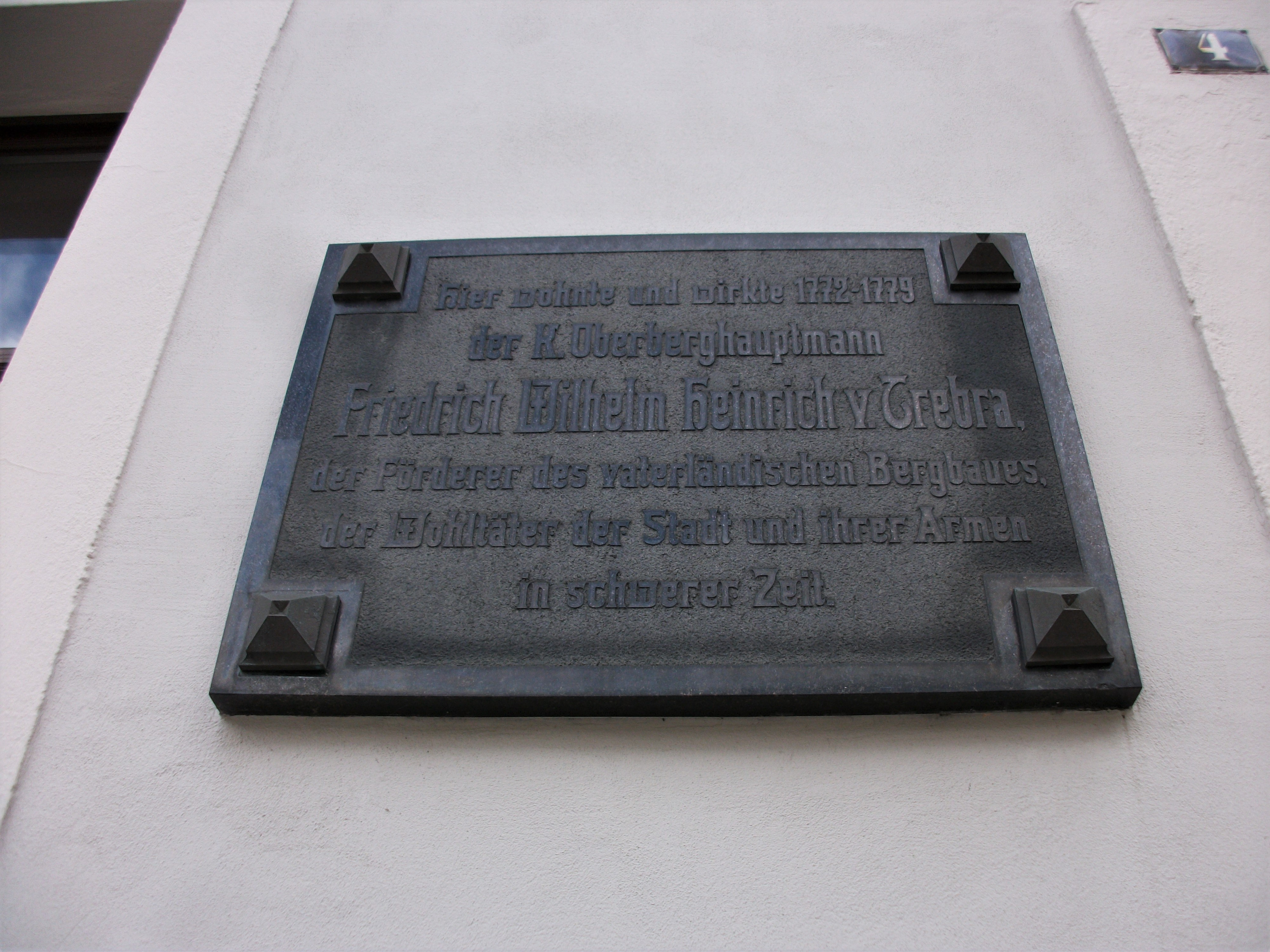
Ehemaliges Bergamt Marienberg (Trebrahaus), Gedenktafel Oberberghauptmann von Trebra

Trebra steht am Wendepunkt der Entwicklung der Geowissenschaften vom frühmodernen Bergbau zur Geologie als Naturwissenschaft. Er schaffte die Wünschelrutengänger ab und suchte nach wissenschaftlichen Methoden bei der Suche nach Lagerstätten. Er ließ dabei nur empirische und überprüfbare Methoden gelten, vertraute nur dem Augenschein, stand Theorien zur Gesteinsentstehung weil spekulativ kritisch gegenüber und verstand sich als Sammler von Erfahrungen, worauf bereits der Titel seines Hauptwerkes Erfahrvngen vom Innern der Gebirge, nach Beobachtungen gesammlet und herausgegeben verwies: "Ich lege blos vor, was ich fand, was ich mit meinen Augen sah. Ich gab mir alle mögliche Mühe richtig zu sehen." (Erfahrvngen, S. III). Er entwickelte in seiner Schrift Mineralienkabinett (1791) Überlegungen zum Sammeln, Ordnen und wissenschaftlichen Bearbeiten von Mineralien und Gesteinen. Mit seinem Modell von langsamen und langandauernden, wenig gewalttätigen, von Wasser und Wärme geprägten Prozessen in der Erdgeschichte wandte er sich gegen Katastrophentheorien, gegen die Vorstellung, dass die "grossen Erschütterungen der Natur" (Erfahrvngen, S. I) bestimmend seien und wirkte so auf Goethes geologisches Denken prägend. 
Trebra war Mitbegründer der ersten wissenschaftlichen Gesellschaft für Bergbaukunde, der „Societät der Bergbaukunde“ (1786–1791). Er führte das Sekretariat dieser Gesellschaft und ihm wurde auch deren Archiv überlassen. 1806 regte er in Sachsen den Bau von Bergmagazinen als Getreidespeicher an, um Hungersnöten in der Bevölkerung vorzubeugen.

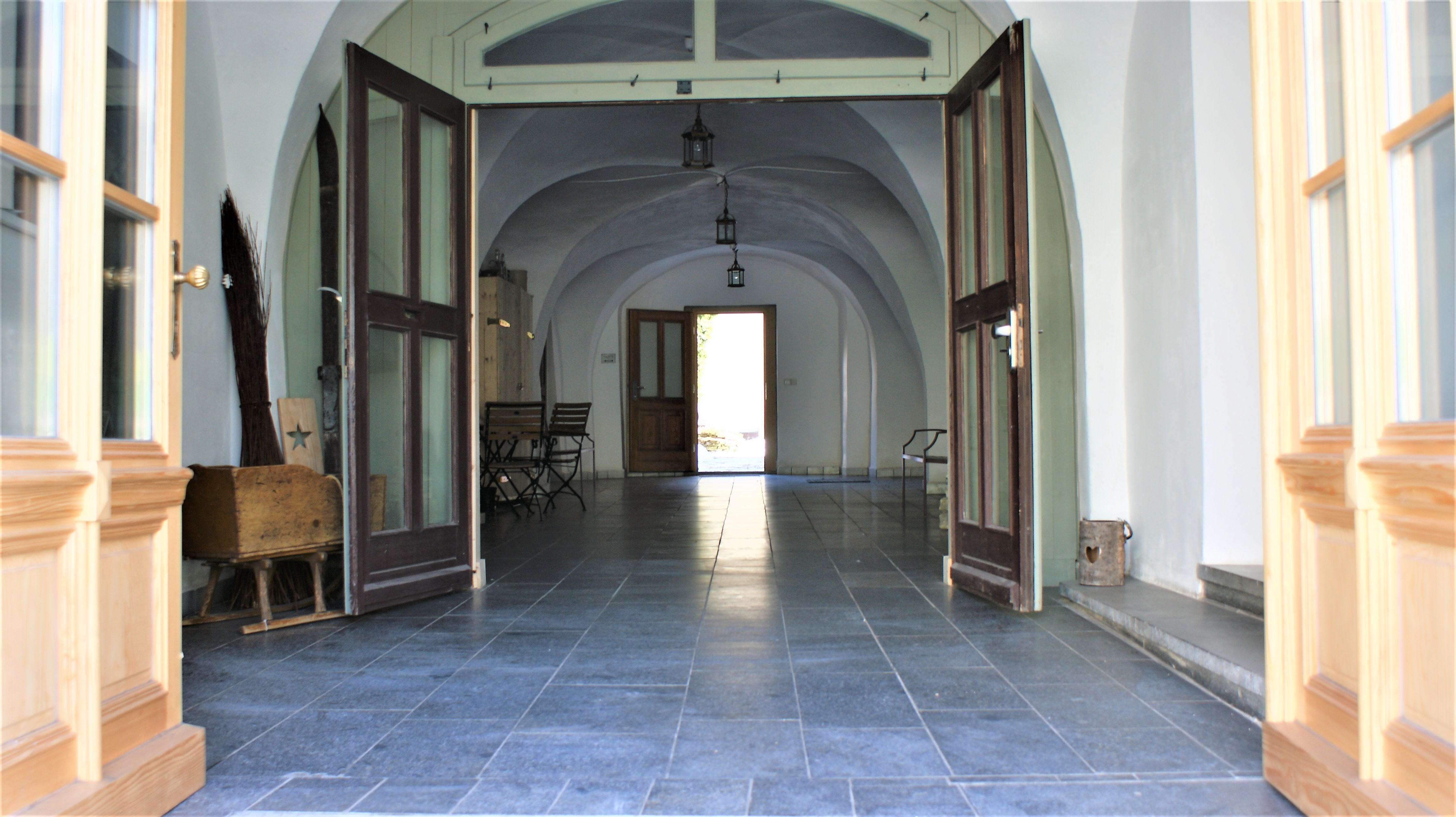
Der 17 Meter lange Hausflur des Hauses Friedrich Wilhelm Heinrich von Trebras (Trebrahaus) in Marienberg, Freiberger Straße 6

Kurt Mohr führt ihn unter den Pionieren der geologischen Erforschung des Harzes auf mit einer modern anmutenden geologisch-mineralogischen Beschreibung des Harzes in seinem Buch Erfahrungen vom Innern der Gebirge (1785), trotz heute obsoleter Hypothesen wie der langsamen chemischen Umwandlung der Grauwacken (deren eigene Natur Trebra als einer der ersten erkannte) zwischen den Schiefern durch "Gährung", also durch Wärme und Feuchtigkeiten (was nicht der heutigen Vorstellung von Gärung entspricht).

## Werke (Auswahl)
- Erfahrvngen vom Innern der Gebirge, nach Beobachtungen gesammlet und herausgegeben. Dessau/Leipzig 1785 (Digitalisat), besprochen von (anonym): Ueber Herrn F. W. H. von Trebra Erfahrungen vom Innern der Gebirge, in: Der Teutsche Merkur, September 1785, S. 268–287 (zeitgenössische Rezension)
- Entwürfe für Polizey am Harze. [S.I.] [Clausthal] [1793] (Digitalisat)
- Mineraliencabinett. Clausthal 1795 (Digitalisat)
- zusammen mit Ignaz von Born: Bergbaukunde. 2 Bände. Leipzig 1789–1790. (Digitalisat)
- Merkwürdigkeit der tiefen Hauptstölln des Bergamtsreviers Freyberg: zur Begleitung der Charte von diesen Stölln angefügt, Dresden 1804 (Nachdruck in den Akten und Berichten vom sächsischen Bergbau, Heft 31, 2000) (Digitalisat Bd. 1 Bayerische Staatsbibliothek), (Digitalisat Bd. 2 Bayerische Staatsbibliothek), (Digitalisat SLUB)
- Bergmeister-Leben und Wirken in Marienberg vom 1. December 1767 bis August 1779. Craz, Freiberg 1818 (Digitalisat)

## Nachrufe
- Standrede bey der Gruft des verewigten Friedrich Wilhelm Heinrich von Trebra, gehalten am 19. Juli 1819 von Samuel Gottlob Frisch, Freiberg 1819.